# Callum Watson
Pour les articles homonymes, voir Watson.
Callum Watson, né le 6 octobre 1989 à Kogarah, est un fondeur australien. Il a pris part aux Jeux olympiques d'hiver en 2014 et 2018.

## Biographie
Frère de la fondeuse Aimee Watson, il commence le ski à l'âge de quatre ans à Cooma et entre dans l'équipe nationale junior à seize ans, courant les Championnats du monde junior à Kranj en 2006.
L'Australien fait ses débuts dans l'élite, la Coupe du monde, en décembre 2008 à Davos. Quelques mois plus tard, il se rend à ses premiers championnats du monde à Liberec et y finit notamment 51e du cinquante kilomètres et 13e avec le relais.
Lors de la saison 2010-2011, il dispute le Tour de ski et y signe son meilleur résultat international jusque-là avec le 36e rang. C'est en 2017, au skiathlon de Pyeongchang, qu'il finit le plus haut avec la 31e position.
Lors de la saison 2013-2014, il est victime d'une chute lors des Championnats d'Australie et un skie le transperce entre les côtes et son poumon.
Opéré, Watson honore quand même sa première sélection olympique, à l'occasion de l'édition de Sotchi en 2014, se classant 85e du sprint, 75e du quinze kilomètres classique, 59e du skiathlon et 21e du sprint par équipes.
Pour son ultime compétition majeure, aux Jeux olympiques de Pyeongchang, en 2018, il dispute quatre courses et obtient son meilleur résultat individuel avec le 54e rang sur le cinquante kilomètres, alors qu'il traîne une blessure au tendon d'Achille.
À noter que Callum Watson a enregistré la VO2 max la plus élevée d'un athlète australien (89,6 mL/kg/min), soit mieux encore que Cadel Evans.

## Palmarès

### Jeux olympiques d'hiver
| Épreuve / Édition   | Sprint                           | Sprint                           | 15 km                            | 15 km                            | Skiathlon 2 × 15 km | 50 km | Relais | Relais    |
| Épreuve / Édition   | libre                            | classique                        | libre                            | classique                        | Skiathlon 2 × 15 km | 50 km | Sprint | 4 × 10 km |
| JO 2014 Sotchi      | 85e                              | Épreuve inexistante à cette date | Épreuve inexistante à cette date | 75e                              | 59e                 | —     | 21e    | —         |
| JO 2018 Pyeongchang | Épreuve inexistante à cette date | -                                | 66e                              | Épreuve inexistante à cette date | 55e                 | 54e   | 21e    | —         |

Légende :
- : pas d'épreuve
- — : Non disputée par Watson

### Championnats du monde
| Épreuve / Édition           | Sprint                           | Sprint                           | 15 km                            | 15 km                            | Skiathlon 2 × 15 km | 50 km libre | Relais  | Relais    |
| Épreuve / Édition           | libre                            | classique                        | libre                            | classique                        | Skiathlon 2 × 15 km | 50 km libre | Sprint  | 4 × 10 km |
| Mondiaux 2009 Lahti         | -                                | Épreuve inexistante à cette date | Épreuve inexistante à cette date | 68e                              | LAP                 | 51e         | -       | 13e       |
| Mondiaux 2011 Lahti         | -                                | Épreuve inexistante à cette date | Épreuve inexistante à cette date | 66e                              | 68e                 | 66e         | 19e     | 16e       |
| Mondiaux 2013 Val di Fiemme | Épreuve inexistante à cette date | -                                | 72e                              | Épreuve inexistante à cette date | 67e                 | Abandon     | 25e     | —         |
| Mondiaux 2015 Falun         | Épreuve inexistante à cette date | -                                | 72e                              | Épreuve inexistante à cette date | DNS                 | Abandon     | -       | —         |
| Mondiaux 2017 Lahti         | 67e                              | Épreuve inexistante à cette date | Épreuve inexistante à cette date | -                                | —                   | Abandon     | Abandon | —         |

Légende :
- : pas d'épreuve
- — : Non disputée par Watson
- DNS : inscrit, mais non-partant